# Antonio de Brito
Antonio Maya de Brito(Lisboa, 25 de agosto de 1830 - Pucallpa, ?) fue uno de los posibles fundadores de la ciudad de Pucallpa y regidor en la creación del distrito de Callería (1900). Fue un empresario maderero inmigrado por su familia de origen portugués de la antigua marina peruana.